# 計呂地站

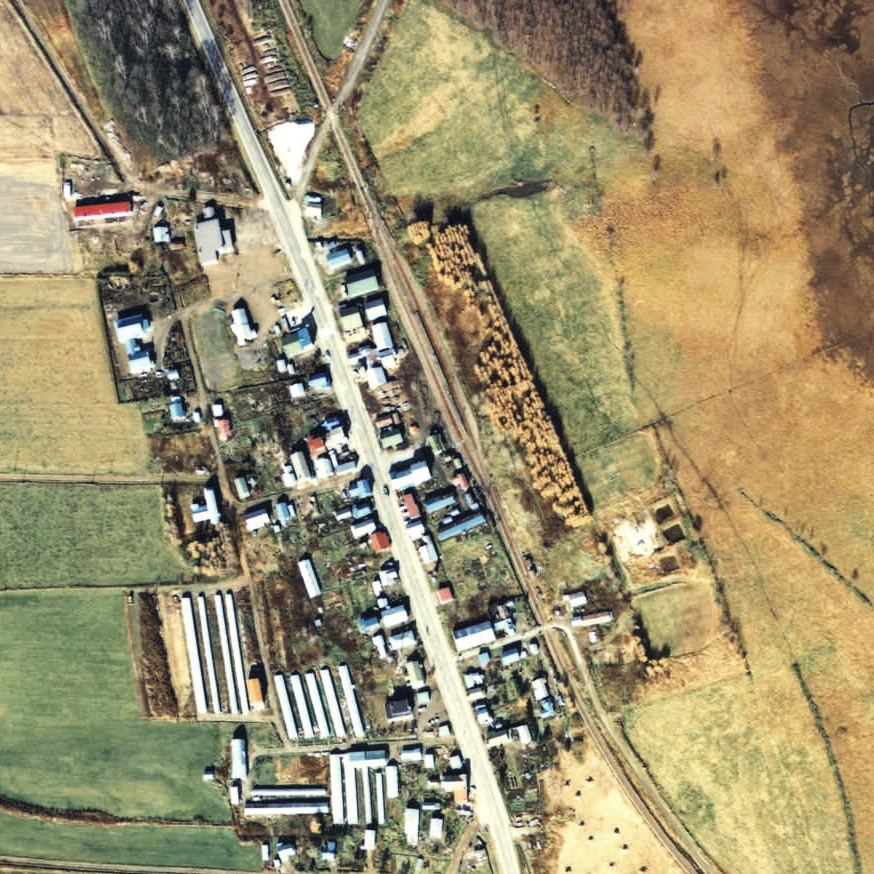
1977年的計呂地站與方圓約500米範圍。右下方是網走方向。右邊流入佐呂間湖的計呂地川河口與濕地。月台位於靠近中湧別一方。圖中是結束處理貨物和行李後5年後的情況。車站後方曾經設有堆場，該處種植了防風雪林。在林業興盛時期，當時堆放了木材。車站後唐的副本線未撤走。

計呂地站（日语：／ Kerochi eki */?）是位於北海道紋別郡湧別町字計呂地，日本國有鐵道（國鐵）的湧網線車站（廢站）。隨著湧網線廢線，車站在1987年（昭和62年）3月20日廢除。

## 歷史
- 1935年（昭和10年）10月20日 - 鐵道省湧網西線中湧別站至此站之間開通，此站啟用[1]。當時為一般車站[1]。
- 1936年（昭和11年）10月17日 - 此站至中佐呂間站（後來為佐呂間站）之間開通，成為中途車站。
- 1949年（昭和24年）6月1日 - 日本國有鐵道成立，成為日本國有鐵道車站。
- 1953年（昭和28年）10月22日 - 中湧別站至網走站之間全線開通，路線名稱改為湧網線。
- 1958年（昭和33年）11月30日 - 車站大樓翻新。
- 1972年（昭和47年）2月8日 - 結束處理貨物和行李[3]。
- 1987年（昭和62年）3月20日 - 湧網線全線廢除，此站也廢除[1]。

## 車站構造
截至車站廢除前，車站是一座地面車站，設有1面2線的島式月台。當時可進行列車交會。車站大樓一方（東邊）是下行線，外側（西邊）是上行線（沒有月台編號）。在上行線外側設有1條側線（副本線）。
此站是職員配置站。車站大樓位於站內東南方，鄰接站內平交道，連接月台南邊。月台由碎石敷成。
此站設有售賣手造的扇貝入場票。

## 站名的由來
車站名稱取自當地地名。地名源自阿伊努語的「ケイ・ラツ」（使用三文魚皮古製作鞋與被遺忘的地方）或「ケレオチ」（十分削弱場所）。

## 使用狀況
- 截至1981年度（昭和56年度），1日上下車人次為32人[4]。

## 車站周邊
- 國道238號（日语：国道238号）（鄂霍次克國道）[7]
- 北海道道685號計呂地若佐線（日语：北海道道685号計呂地若佐線）[7]
- 計呂地郵局
- 計呂地川[7]
- 佐呂間湖 - 車站北邊約0.8公里[4][7]。車站與湖泊之間間隔森林[4]。
- 櫻岡 - 車站西北方約1.3公里[4]。
- 湧別町營巴士（日语：湧別町営バス）「計呂地市街」巴士站

## 現況

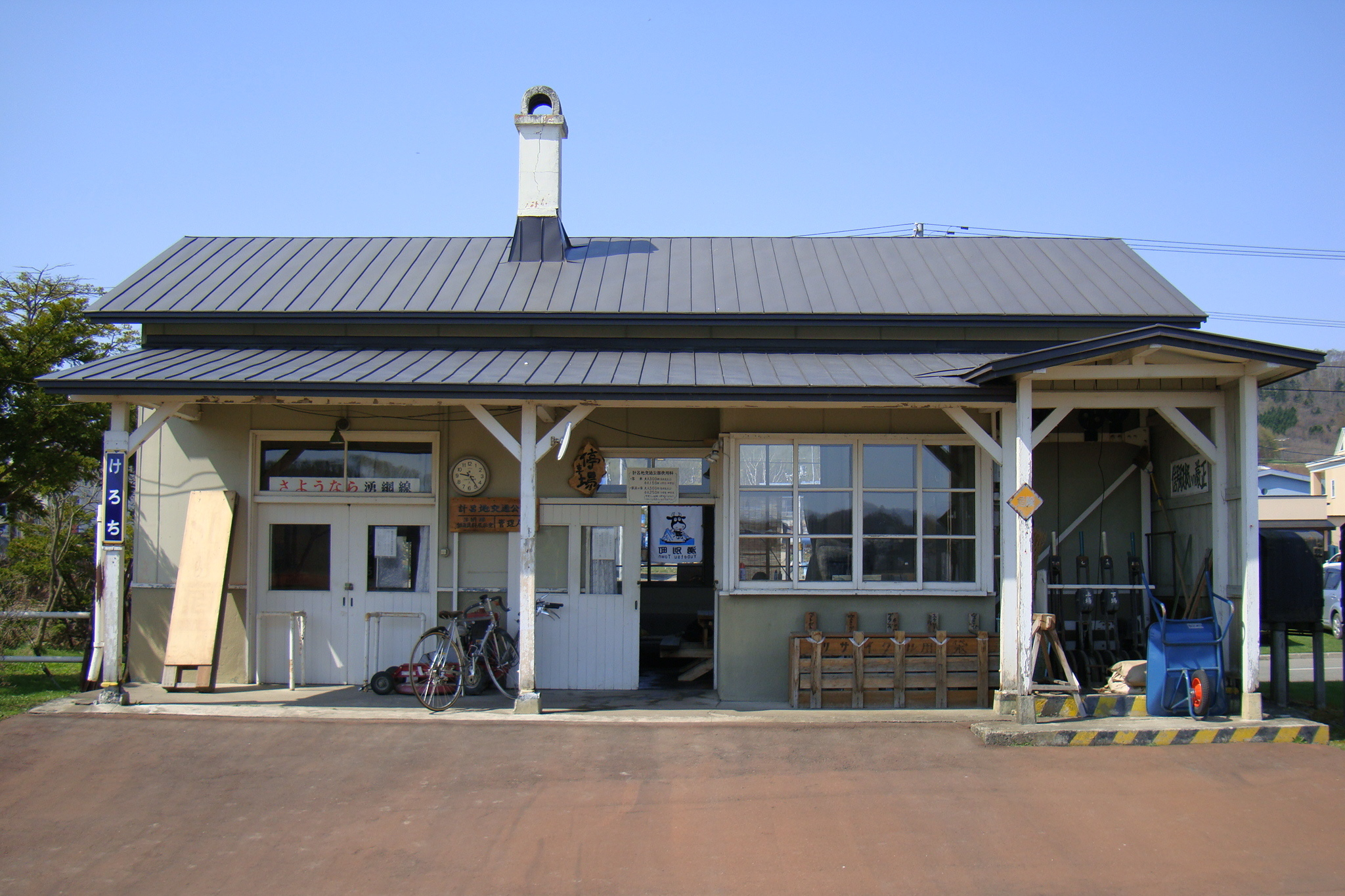
舊車站大樓。圖中可看見操作盤。（2009年5月）

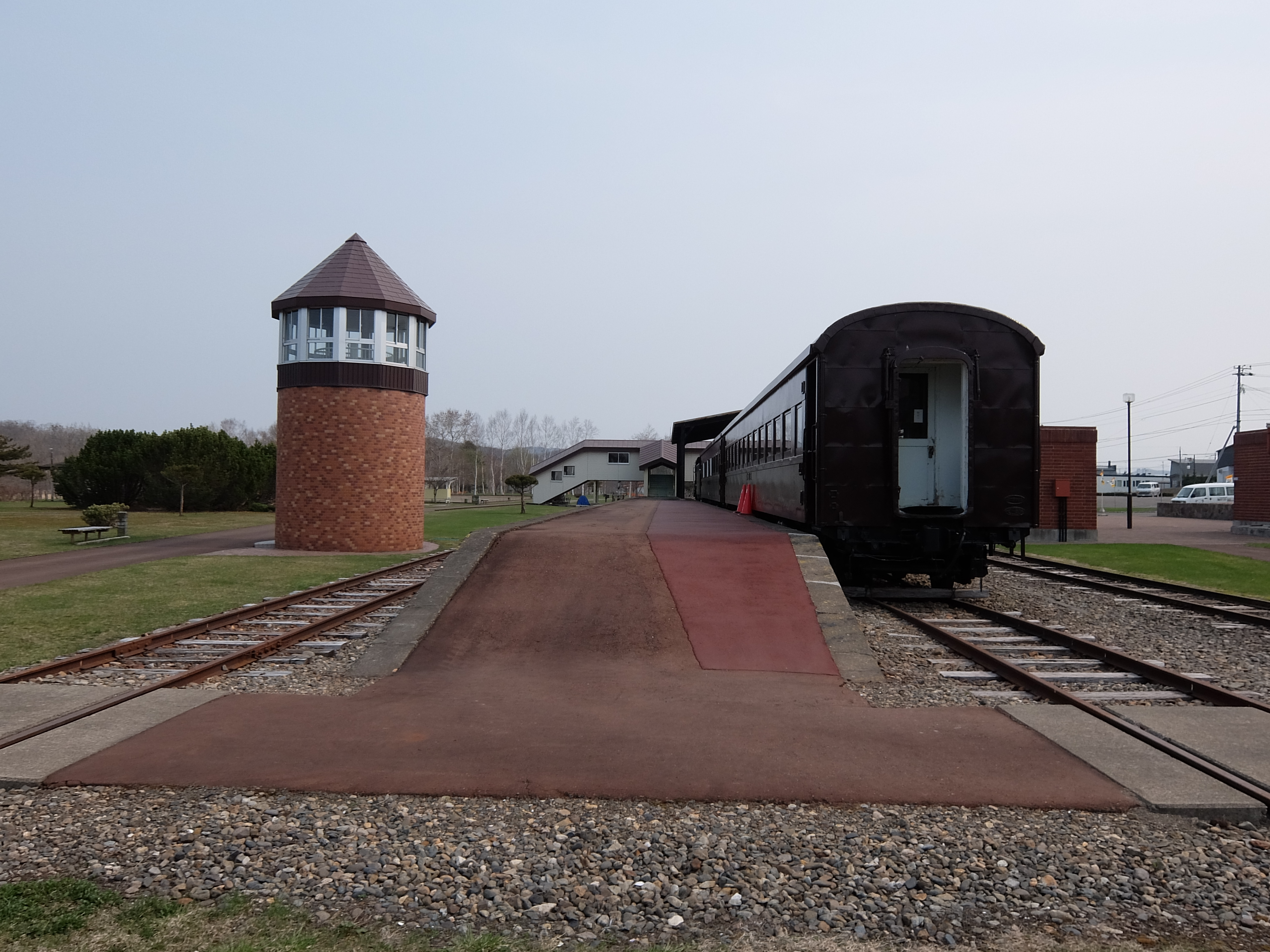
舊站構內樣子。圖中可看見已鋪裝的通道，也展出了車輛。（2015年4月）

舊站內在1989年（平成元年）5月建設了湧別町的「湧別町計呂地交通公園」。車站大樓、路軌和月台還存在，月台旁邊設置了C58形蒸氣機車C58 139號機，以及連結該機車的日本國鐵舊型客車，包括了SuHa45形SuHa45 6、OHa62形客車OHa62 91。車輛截至1999年（平成11年）放置在戶外，截至2010年（平成22年），部分車輛設有屋頂覆蓋。車輛保存狀態較好。OHa45的車內敷上了地毯，並且變成元宿泊設施設。
車站大樓還存在，該處變成鐵路資料室和管理公園辦公室。大樓內保留了站名牌、方向牌、閉塞器、標記、用品、車票和時間表等湧網線相關資料。車站大樓旁邊建立的紀錄湧網線開通的歷程之「鐵道紀念碑」。另外，站內還保留了跨線橋。
以上東西截至2010年（平成22年）還存在，截至2011年（平成23年）也是相同。
截至2011年（平成23年），車站遺址靠近濱床丹臨時乘降場一方，於計呂地川前的路軌遺址旁還有路堤，使用了枕木建成。

保存車輌
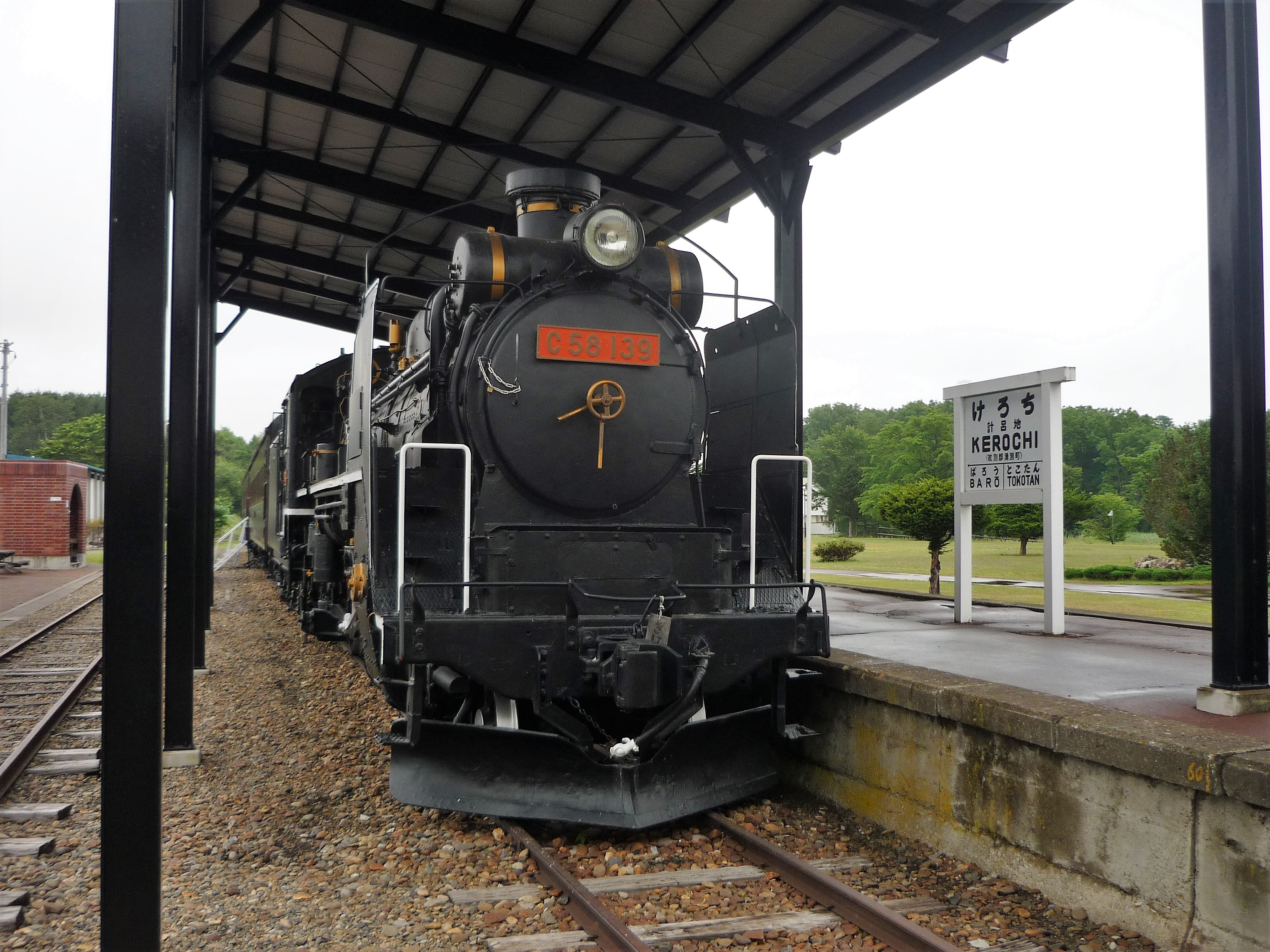
C58 139
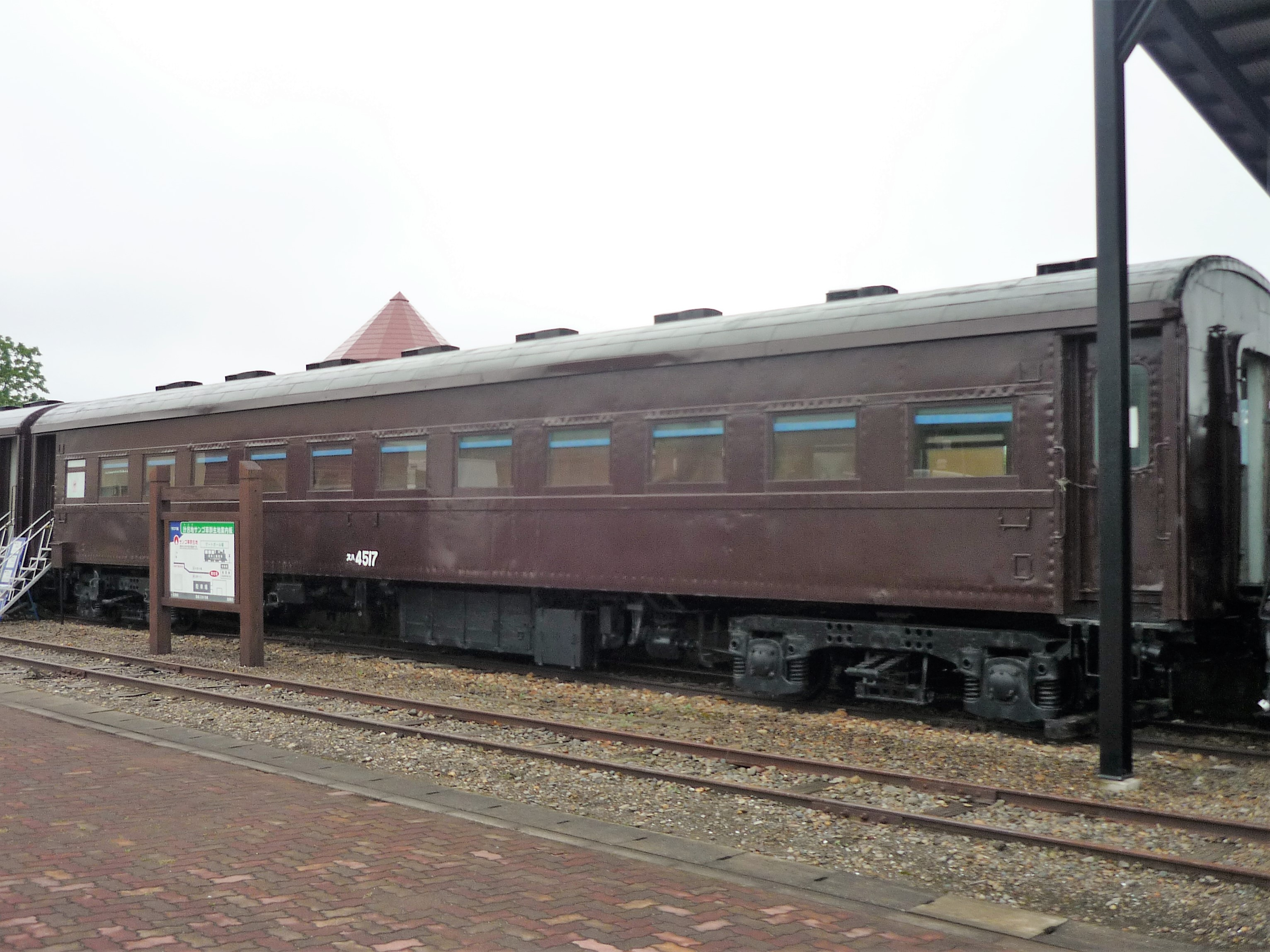
OHa45 17（文獻指出是SuHa45 6）
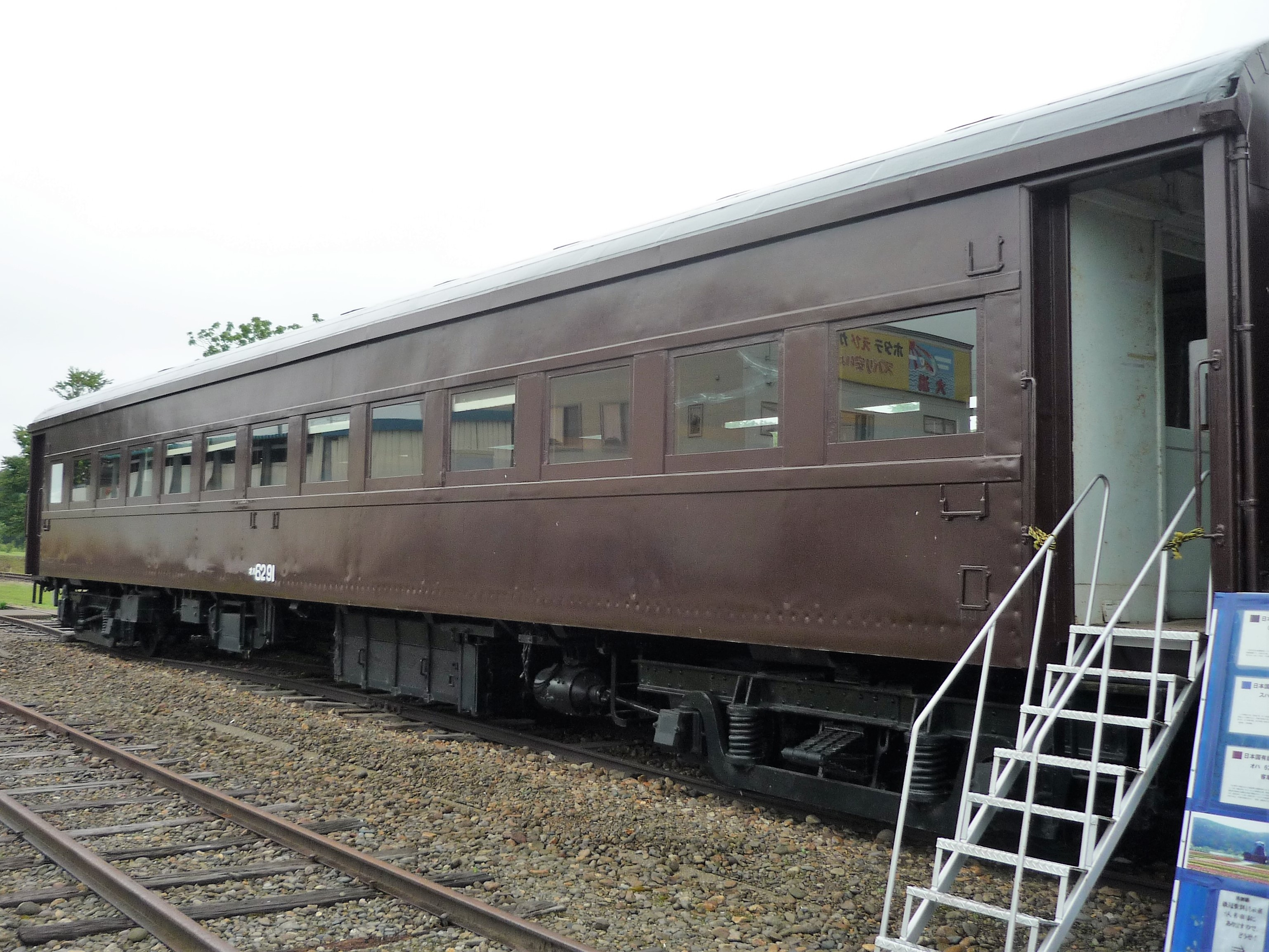
OHa62 91
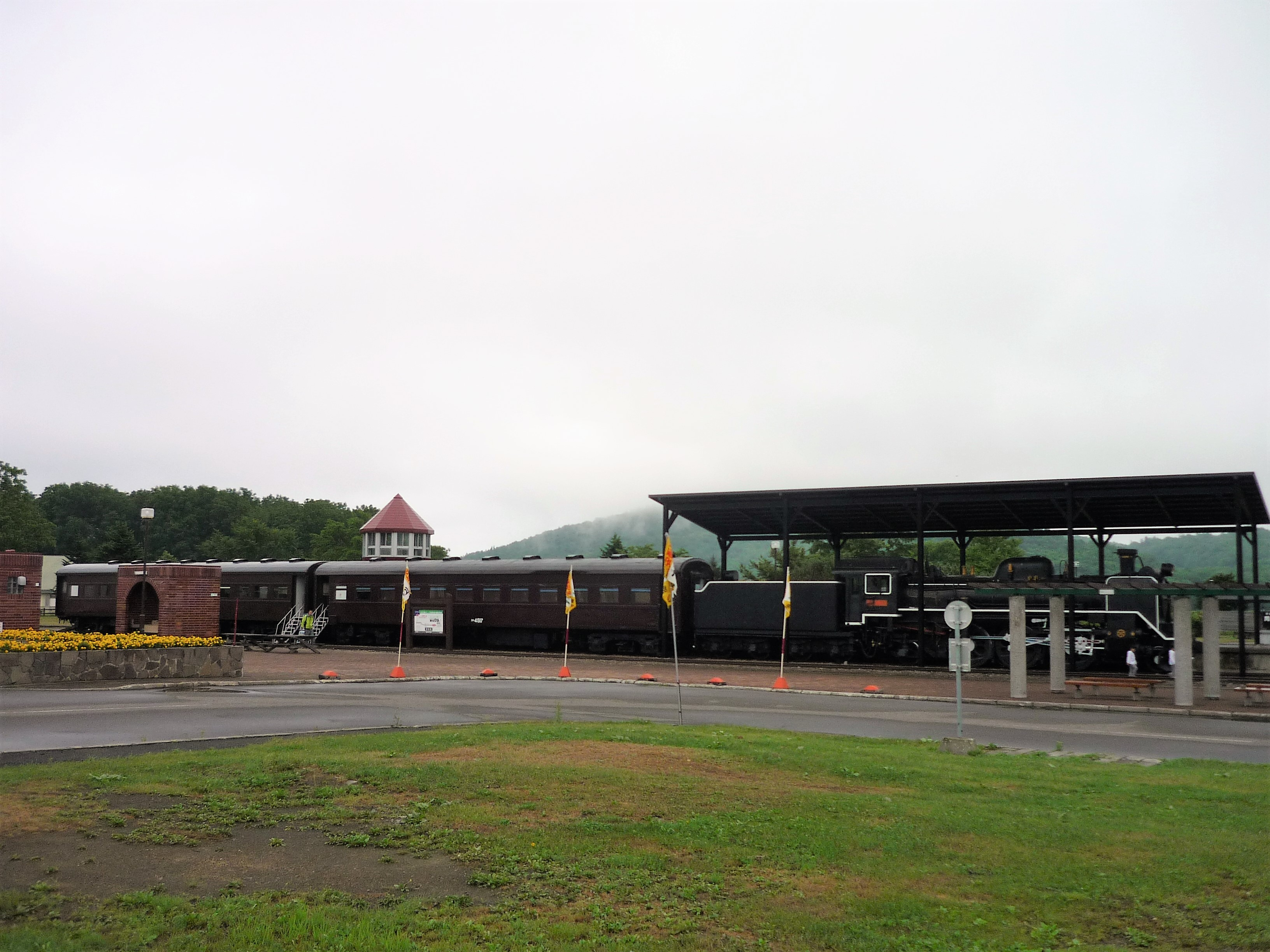
全景

## 相鄰車站
日本國有鐵道
湧網線 
芭露－志撫子臨時乘降場－計呂地－濱床丹臨時乘降場－床丹

## 注腳
1. 1 2 3 4 5  石野哲（編）. . JTB. 1998: 915. ISBN 978-4-533-02980-6 （日语）.
2. ↑  1948年撮影航空写真（日語）（國土地理院 地圖、航空相子參閲服務）
3. ↑  . 官報. 1972-02-08 （日语）.
4. 1 2 3 4 5 6 7 8  宮脇俊三 (编). . 原田勝正. 小學館. 1983-07: 160. ISBN 978-4093951012 （日语）.
5. ↑  工藤裕之. . 北海道新聞社. 2011-12: 163. ISBN 978-4894536197 （日语）.
6. ↑  太田幸夫. . 富士Comtem. 2004-02: 168. ISBN 978-4893915498 （日语）.
7. 1 2 3 4  . 地勢堂. 1980-03: 19 （日语）.
8. 1 2 3 4 5  白川淳 (编). . JTB Can Books. JTB出版. 1998-10: 56. ISBN 978-4533030963 （日语）.
9. ↑  日比政昭. . 廣濟堂Best Book（日语：廣済堂あかつき） 166 ビジュアル改訂版. 廣濟堂出版（日语：廣済堂出版）. 2011-01: 42. ISBN 978-4331801697 （日语）.
10. 1 2  宮脇俊三 (编). . JTB Can Books. JTB出版. 1999-03: 31–32. ISBN 978-4533031502 （日语）.
11. 1 2  今尾惠介 (编). . JTB出版. 2010-03: 52–53. ISBN 978-4533078583 （日语）.
12. 1 2 3 4  本久公洋. . 北海道新聞社. 2011-09: 100. ISBN 978-4894536128 （日语）.

## 外部連結
- 計呂地交通公園｜設施資訊｜湧別町 （页面存档备份，存于） - 湧別町官方網站
- 計呂地交通公園｜湧別町觀光協會 （页面存档备份，存于） - 湧別町觀光協會官方網站